# Henry Ljungmann
Henry Ljungmann, (f. Ljungman) född 3 december 1897 i Kristiania, var en norsk backhoppare och roddare som tävlade på 1920-talet.

## Karriär
Ljungmann blev den första norrmannen att vinna en medalj vid ett världsmästerskap i nordisk skidsport när han blev tvåa i backhoppning vid de första världsmästerskapen 1925 i Johannisbad, Öst-Böhmen i Tjeckoslovakien. Tjecken Willen Dick vann tävlingen. Inga svenska eller finländska skidåkare deltog i VM-tävlingarna 1925. Från Norge var bara Johan Blomseth och Henry Ljungmann med, eftersom de studerade i trakten. De flesta räknar skid-VM i Lahtis 1926 som det första officiella världsmästerskapet på skidor.
Henry Ljungmann satte backrekord 1925 i Kochelbergbacken i Garmisch-Partenkirchen med 59,5 meter.
Henry Ljungmann blev norsk mästare i singelsculler 1924.